# Hans-Otto Peters
Hans-Otto Peters (né le 10 septembre 1941 en Allemagne et mort le 28 mars 2020) est un joueur et entraîneur de football allemand.